# Devotion (álbum de Masami Okui)
DEVOTION é o sétimo álbum de estúdio de Masami Okui. Foi lançado em 29 de agosto de 2001 pela King Records e possui 13 faixas.

## Produção
Billy Sheehan, do Mr. Big, voltou a participar de um álbum de Okui, desta vez, tocando baixo na faixa "Shuffle". Okui novamente escreveu todas as letras.

## Recepção
O álbum ficou duas semanas no Oricon Albums Chart, chegando à 30ª posição.
O CD Journal disse que o álbum é mais poderoso do que o anterior (NEEI).

## Legado
O álbum contém faixas de animes, e até mesmo a abertura do programa de TV Konya wa Pune Pune.

## Faixas
| N.º            | Título                                                                                | Letras         | Música         | Arranjo             | Duração |  |
| 1.             | "Sora ni Kakeru Hashi" (de Tales of Eternia THE ANIMATION)                            | M. Okui        | M. Okui        | T. Yabuki           | 5:26    |  |
| 2.             | "Chou"                                                                                | M. Okui        | D.R.Y.         | Yugo Maeda e D.R.Y. | 5:42    |  |
| 3.             | "Shounen"                                                                             | M. Okui        | M. Okui        | Y. Maeda            | 5:12    |  |
| 4.             | "Jounetsu"                                                                            | M. Okui        | M. Okui        | Y. Maeda            | 5:37    |  |
| 5.             | "DEPORTATION～but,never too late～" (de Konya wa Pune Pune)                           | M. Okui        | M. Okui        | topbeam             | 4:15    |  |
| 6.             | "Shuffle" (de Yu-Gi-Oh! Duel Monsters)                                                | M. Okui        | T. Yabuki      | T. Yabuki           | 5:23    |  |
| 7.             | "Train"                                                                               | M. Okui        | M. Okui        | Y. Maeda            | 4:17    |  |
| 8.             | "lotus"                                                                               | M. Okui        | M. Okui        | Y. Maeda            | 5:50    |  |
| 9.             | "Ano Hi no Gogo" (de Yu-Gi-Oh! Duel Monsters)                                         | M. Okui        | T. Yabuki      | T. Yabuki           | 4:33    |  |
| 10.            | "I'd love you to touch me" (de Tales of Eternia THE ANIMATION)                        | M. Okui        | M. Okui        | system-B            | 5:54    |  |
| 11.            | "Sayonara"                                                                            | M. Okui        | M. Okui        | Y. Maeda            | 5:18    |  |
| 12.            | "DEVOTION"                                                                            | M. Okui        | M. Okui        | Y. Maeda            | 7:30    |  |
| 13.            | "Megami ni Naritai ~for a yours~" (usada nas aberturas dos especiais de Di Gi Charat) | M. Okui        | T. Yabuki      | T. Yabuki           | 4:30    |  |
| Duração total: | Duração total:                                                                        | Duração total: | Duração total: | Duração total:      | 69:27   |  |